# Arzanene
Arzanene (auch Aghdznik oder Altzniq, armenisch Աղձնիք) ist eine historische Landschaft von Großarmenien, die ungefähr dem heutigen nordöstlichen Teil der Türkei, Provinz Diyarbakır (historisch Diyar-i Bekri, Gebiet von Bekr) entspricht. Sie dehnt sich oberhalb des Oberlaufs des Tigris aus und liegt südöstlich des Vansees. Ihr zugerechnet werden die antiken Städte Martyropolis (historisch Tigranokerta) und Arsen. Die Region selbst wird in Harpers Dictionary of Classical Antiquities (1898) dem Reich von Gordion zugeordnet. George Rawlinson sieht eine relativ gesicherte Identität mit Kherzan/Arzen.
Die Region wurde in ihrer großarmenischen Zeit zunächst bis 300 durch Bakur (oder Pakur) beherrscht.
Die Region wird unter anderem in Kontext der Römisch-Persischen Kriege erwähnt. So wurde sie etwa im Nachlauf der Schlacht bei Satala um ca. 300 in Form einer Satrapie dem Römischen Reich zugeschlagen. Gegen 330 wurde sie an Siunik angegliedert. Bei den Kriegen Kavadhs I. um 500 fiel der Oberkommandierende Illyrer Celer, der magister officiorum, in die Arzanene ein. Für das Jahr 585 wird vom Feldherrn Philippikos berichtet, dass er mit seinen Truppen dort einmarschierte und dabei große Beute machte.